# Überlandstraßenbahn Liberec–Jablonec nad Nisou

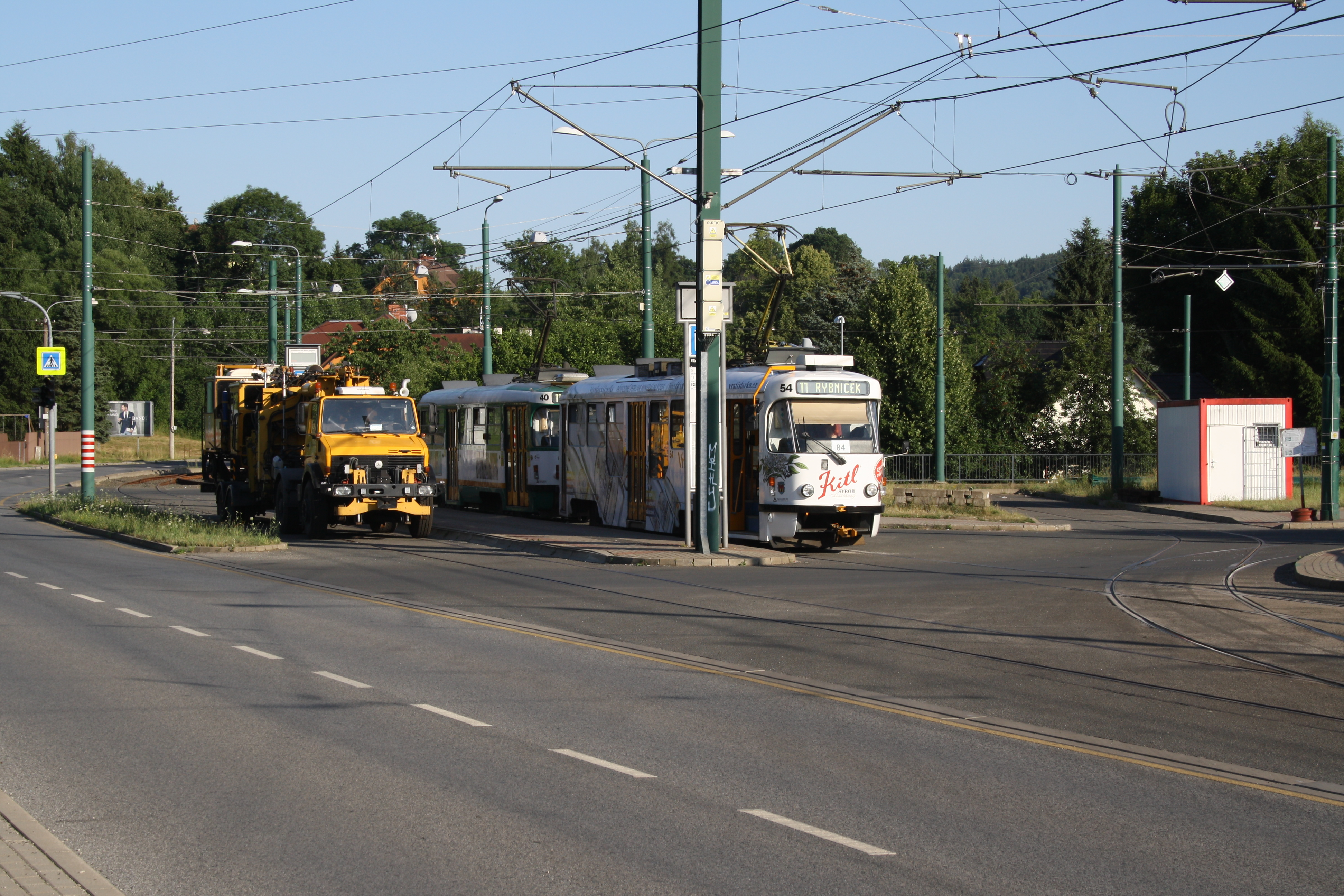
Normalspuriger Zug in der Wendeschleife Vratislavice nad Nisou

Die Überlandstraßenbahn Liberec–Jablonec nad Nisou ist ein Teil der Straßenbahn Liberec, sie ist 13 Kilometer lang und verbindet die beiden in Nordböhmen gelegenen Städte Liberec und Jablonec nad Nisou.

## Betrieb und Geschichte

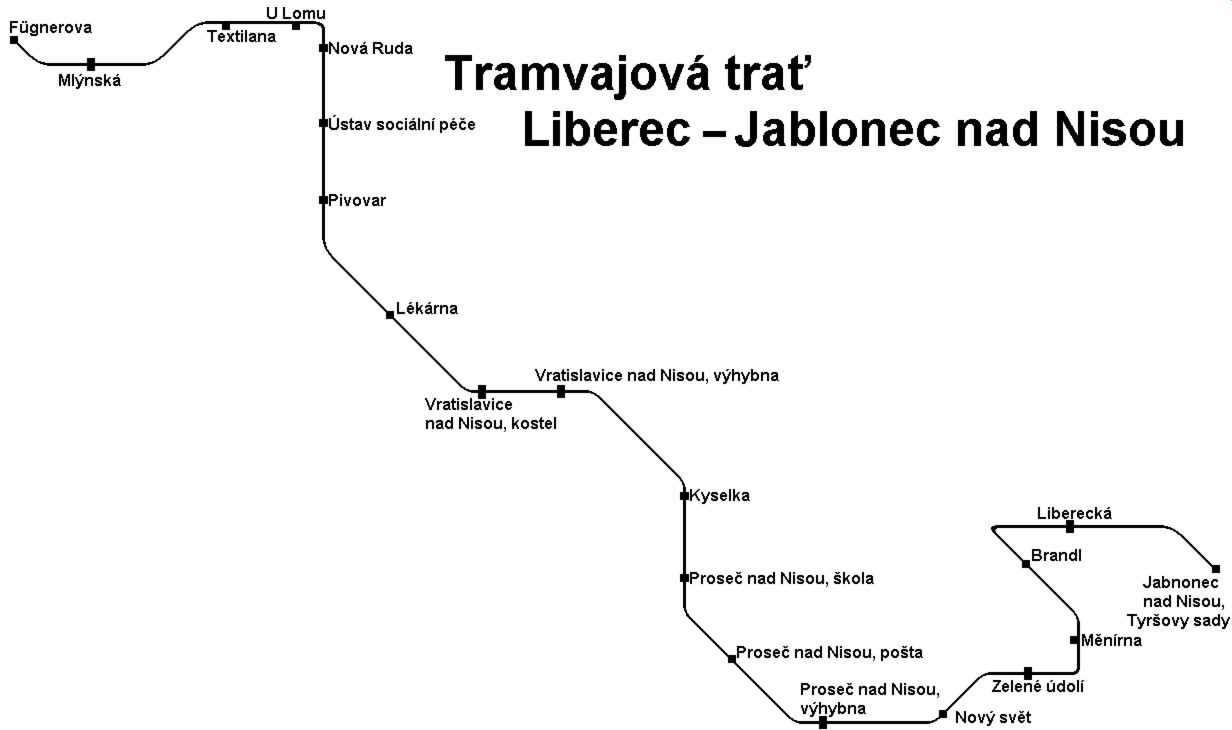
Streckenplan

### Meterspuriger Betrieb
Die Überlandstraßenbahn wird von der Linie 11 bedient, sie gilt als längste Überlandlinie in Tschechien. Sie ist neben den Überlandstrecken der Most–Litvínov, Ostrava-Svinov–Kyjovice-Budišovice sowie Brno–Modrice eine von vier Überlandstraßenbahnen in Tschechien. Pläne für die Errichtung einer Straßenbahnstrecke von Liberec nach Jablonec nad Nisou gab es bereits zu Beginn des 20. Jahrhunderts. Zum Bau kam es schließlich erst nach dem Zweiten Weltkrieg, zwischen 1947 und 1955. Ziel war es zudem die bereits bestehende Straßenbahn Jablonec nad Nisou mit der Straßenbahn Liberec zu verbinden. Ausgehend von der kleineren der beiden Städte, wurde von Jablonec nad Nisou 1953 der erste Streckenabschnitt ins Dorf Proseč nad Nisou eröffnet. Wie auch die Straßenbahnen von Jablonec nad Nisou und Liberec, wurde die Straßenbahn Liberec – Jablonec meterspurig errichtet. 1954 wurde der zweite Abschnitt der Bahn bis Vratislavice, heute ein Stadtteil von Liberec, in Betrieb genommen. 1955 folgte die Weiterführung nach Liberec und somit die Einbindung ins dortige Straßenbahnnetz.
1965 kam es zur Einstellung der Straßenbahn in Jablonec nad Nisou, seitdem ist die Straßenbahn von und nach Liberec die einzige in Jablonec nad Nisou verkehrende Straßenbahnlinie.
Nach der politischen Wende im ehemaligen Ostblock wurde mit der Umspurung der Straßenbahn Liberec auf Normalspur (1435 Millimeter) begonnen. Eine Umspurung der Straßenbahn Liberec-Jablonec nad Nisou unterblieb trotz unterschiedlicher Planungen vorerst. Stattdessen wurde der Abschnitt der Linie im Stadtgebiet von Liberec nachträglich mit einem Dreischienengleis versehen. Am 17. Juli 2021 fuhr zum letzten Mal eine Straßenbahn nach Jablonec in Meterspur. Das Ende wurde mit einer großen Abschiedsfahrt aller historischen Fahrzeuge und einigen planmäßig verkehrenden Zügen begangen.

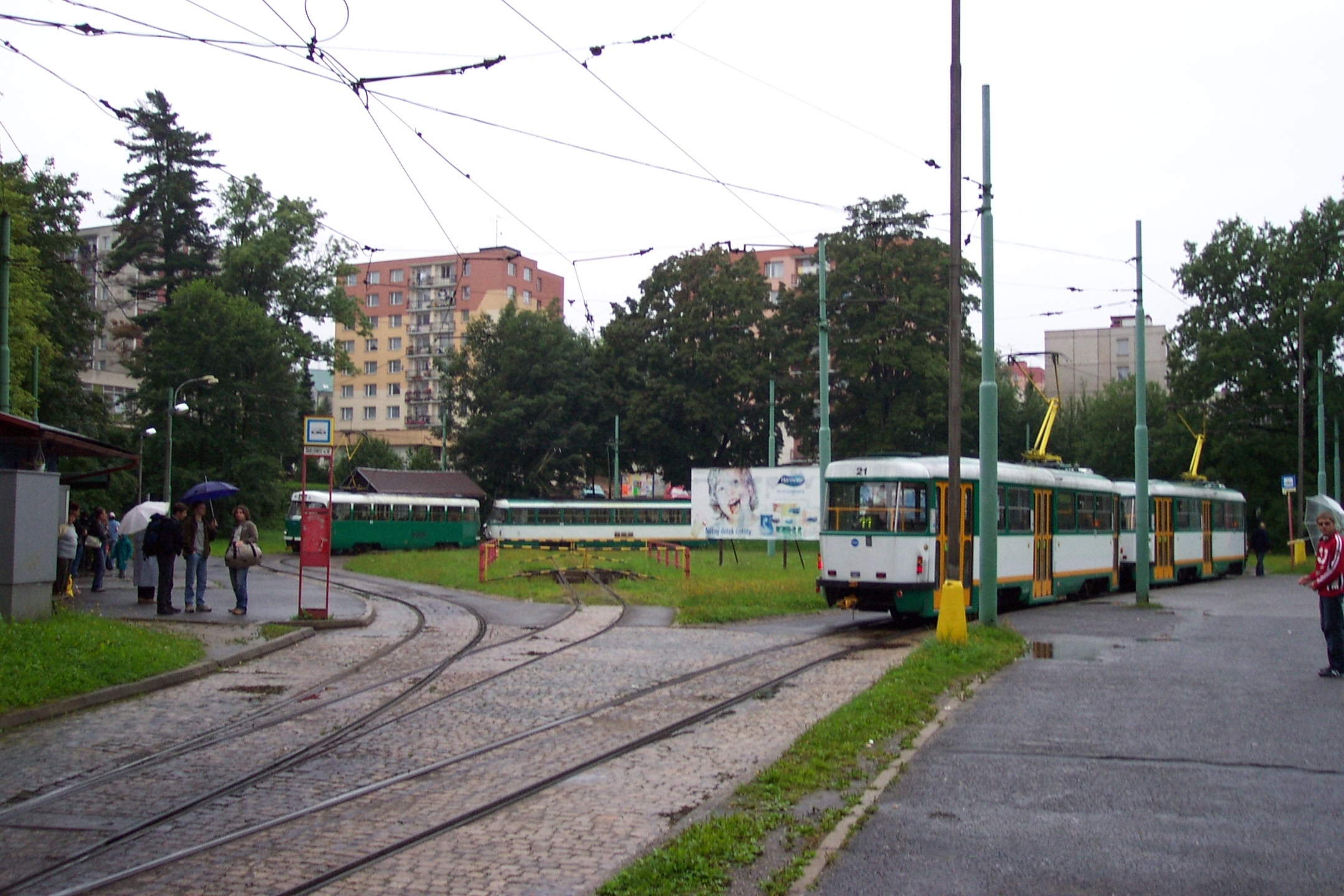
Meterspurige Endschleife in Jablonec nad Nisou
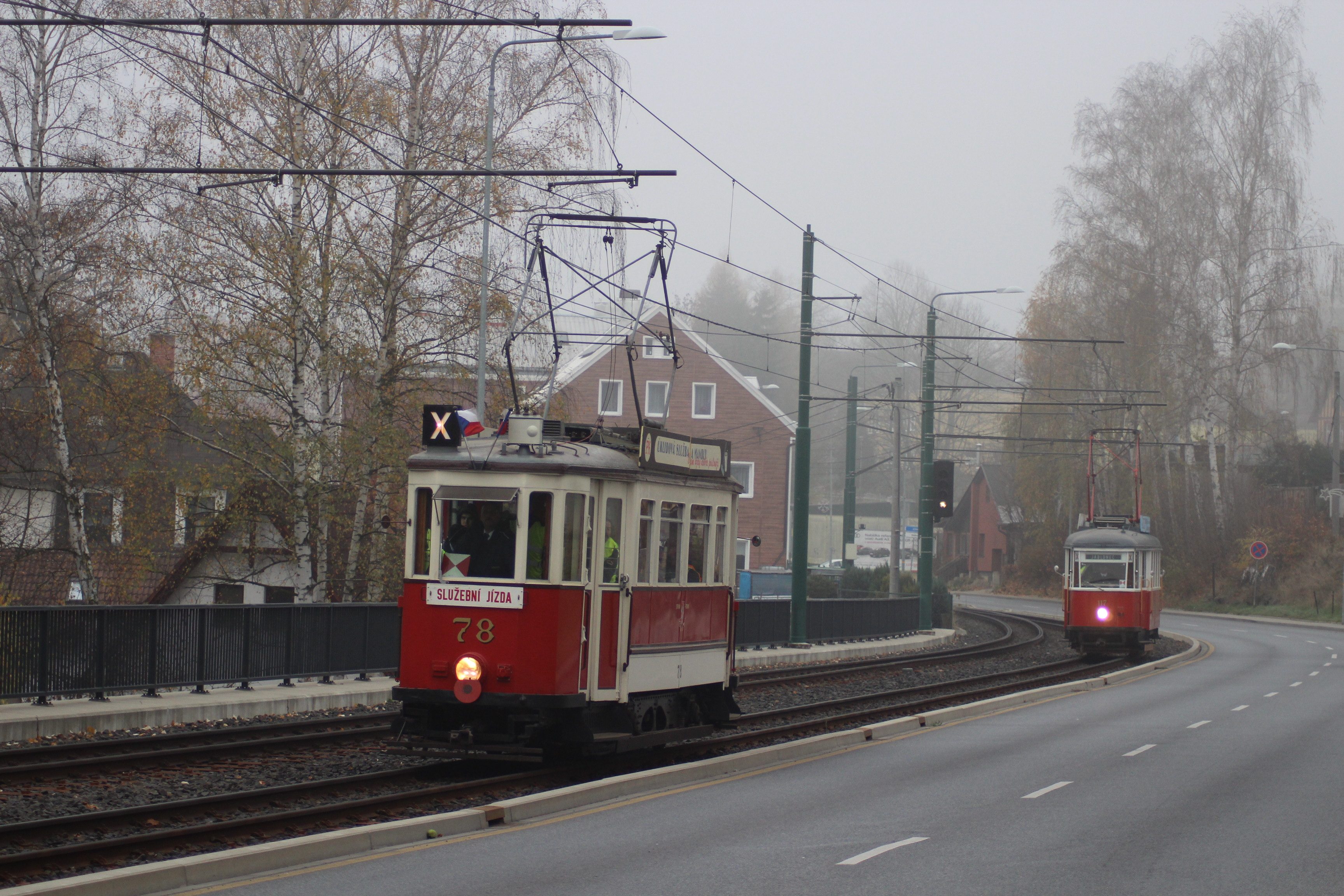
Historische meterspurige Straßenbahntriebwagen in Vratislavice nad Nisou (2018)
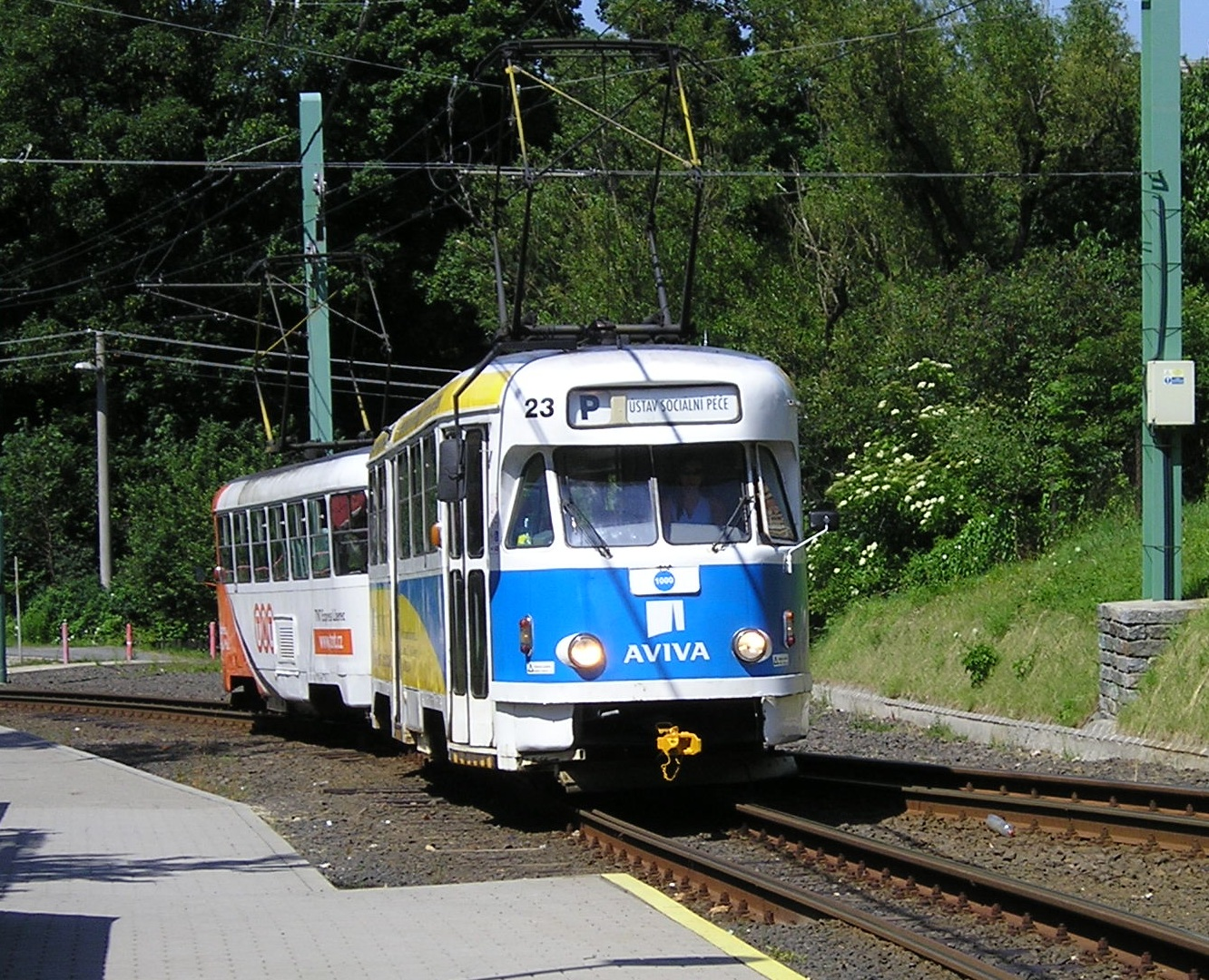
Tatra T2 in Heck-an-Heck Doppeltraktion an der Haltestelle Nová Ruda (2006)
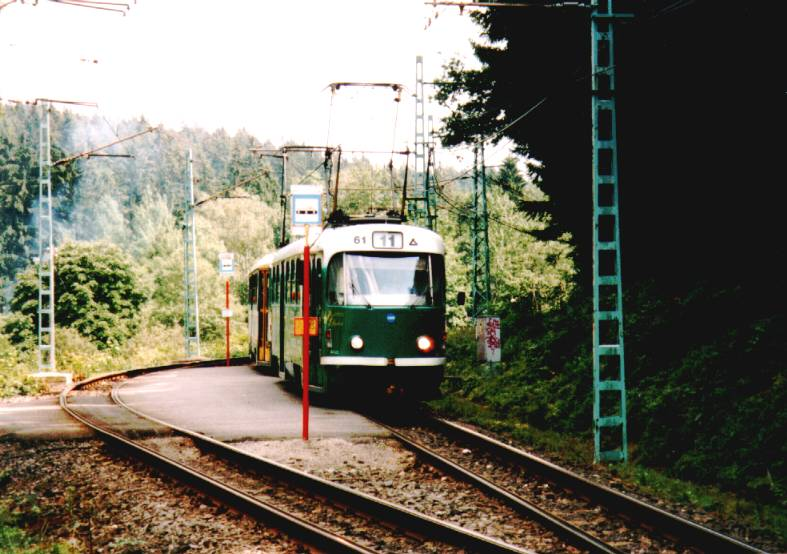
Haltestelle mit Ausweiche
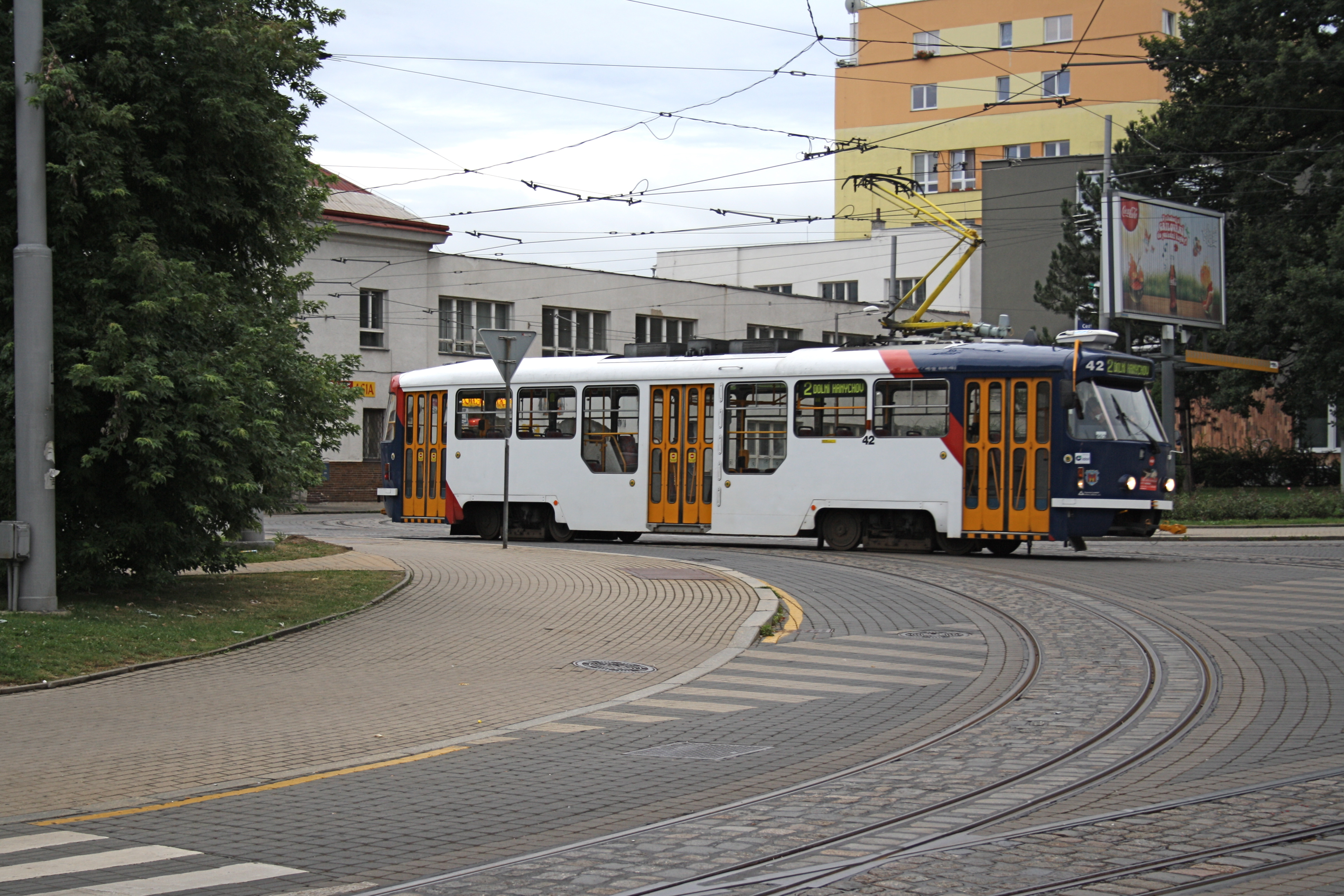
Dreischienengleis an der Zufahrt zum Depot in Liberec (2009)
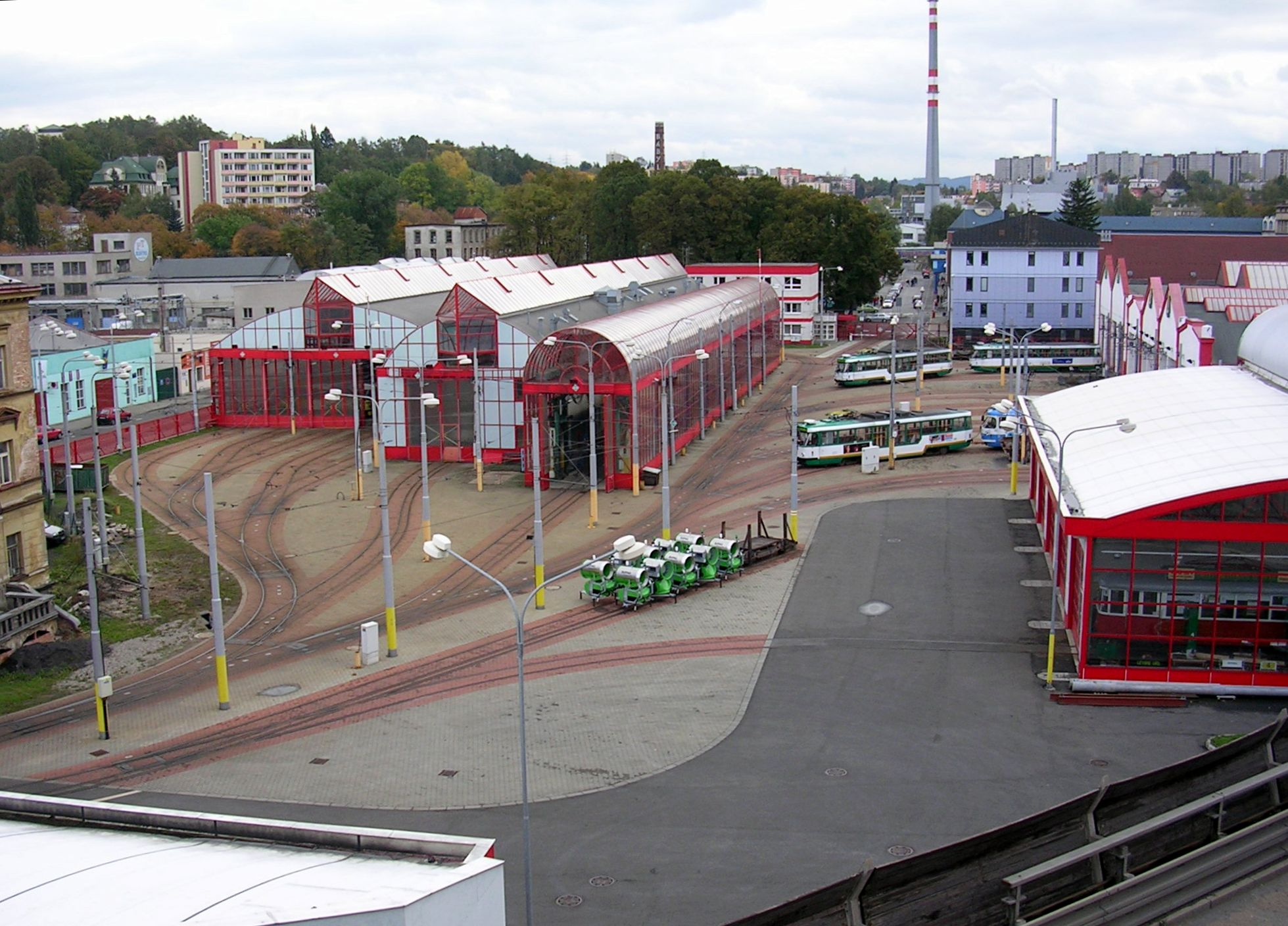
Straßenbahndepot Liberec (2007)

### Umbau auf Normalspur

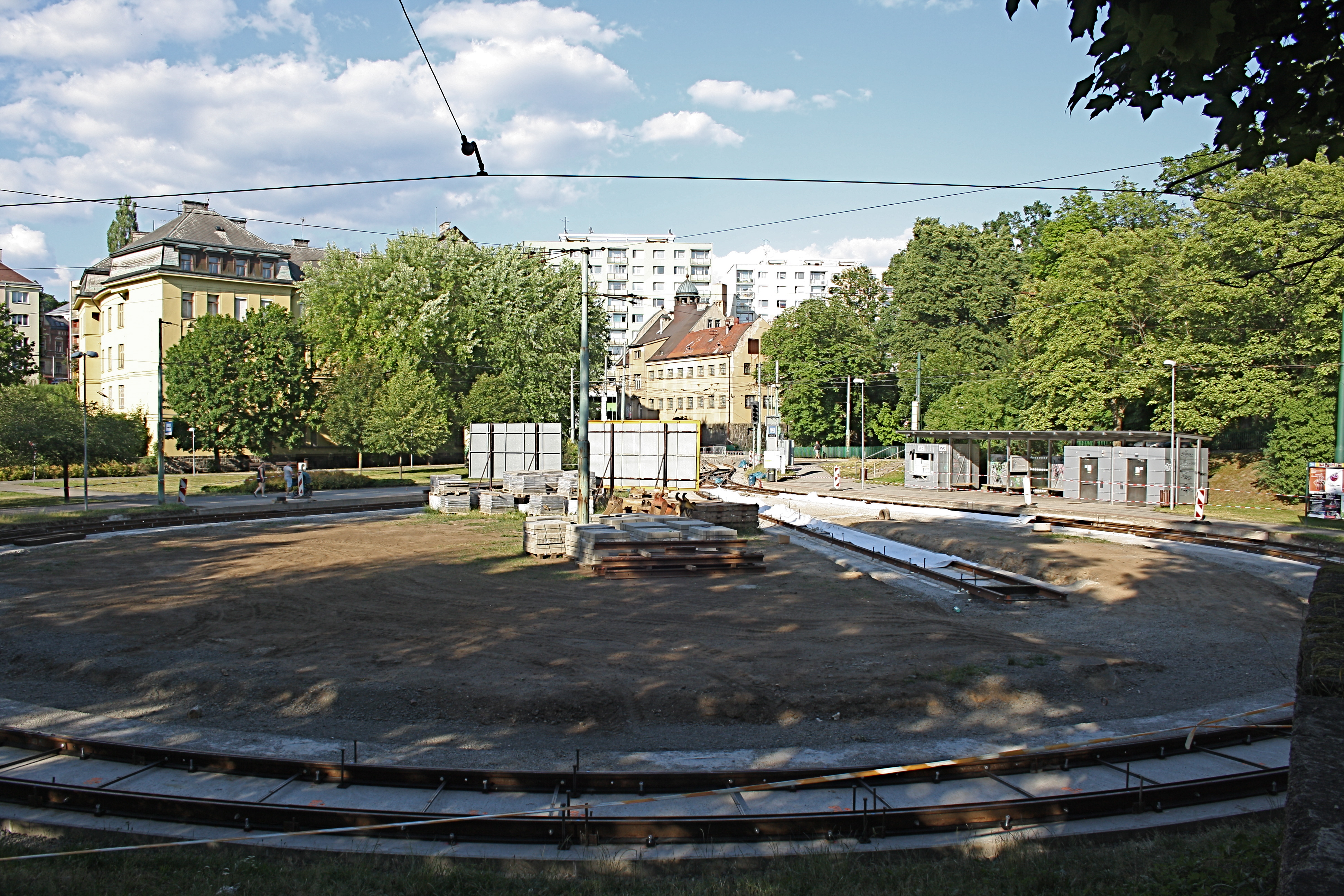
Endschleife in Jablonec nad Nisou während des Umbaus

Bis April 2024 wurde die Linie von Meterspur auf Normalspur umgespurt. Seit 2021 wurden dafür Teile der Gesamtstrecke außer Betrieb genommen. Am 1. Mai 2024 wurde der Betrieb auf der gesamten Strecke bis Jablonec  normalspurig wieder aufgenommen.
Ein Projekt für die Straßenbahnstrecke war, aus ihr eine Stadt-Regio-Tram werden zu lassen, die sogenannte Regiotram Nisa. Mit ihr gab es die Idee, Züge von Jablonec nad Nisou weiter auf Eisenbahnstrecken bis Hrádek nad Nisou fahren zu lassen. Eine Realisierung ist jedoch unter gegenwärtigen Gesichtspunkten in nächster Zeit nicht mehr zu erwarten, da dieses Vorhaben vom tschechischen Verkehrsministerium aus finanziellen Gründen in seiner Vordringlichkeit zurückgestuft wurde.